# Центральний дивізіон НХЛ
Центра́льний дивізіо́н Національної хокейної ліги був сформуваний у 1993 році у складі Західної Конференції. Попередником Центрального дивізіону був Дивізіон Норріса.

## Команди
- Вінніпег Джетс
- Даллас Старс
- Колорадо Аваланч
- Міннесота Вайлд
- Нашвілл Предаторс
- Сент-Луїс Блюз
- Чикаго Блекгокс
- Юта Маммот

## Зміни структури дивізіону

### 1993—1996
- Чикаго Блекгокс
- Даллас Старс
- Детройт Ред-Вінгс
- Сент-Луїс Блюз
- Торонто Мейпл-Ліфс
- Вінніпег Джетс

#### Зміни після сезону 1992—1993
- Центральний дивізіон створено в результаті перерозташування ліги.
- Міннесота Норз-Старс переведено до Далласу і назву команди змінено на Даллас Старс
- Чикаго Блекгокс, Даллас Старс, Детройт Ред-Вінгс, Сент-Луїс Блюз, і Торонто Мейпл-Ліфс переведено з дивізіону Норріса
- Вінніпег Джетс переведено з дивізіону Смайт

### 1996—1998
- Чикаго Блекгокс
- Даллас Старс
- Детройт Ред-Вінгс
- Фінікс Койотс
- Сент-Луїс Блюз
- Торонто Мейпл-Ліфс

#### Зміни після сезону 1995—1996
- Вінніпег Джетс переїхали до Глендейл у штаті Аризона і назву команди змінено на Фінікс Койотс.

### 1998—2000
- Чикаго Блекгокс
- Детройт Ред-Вінгс
- Нешвілл Предаторс
- Сент-Луїс Блюз

#### Зміни після сезону 1997—1998
- Даллас Старс і Фінікс Койотс переведено до Тихоокеанського дивізіону
- Торонто Мейпл-Ліфс переведено до Північно-східного дивізіону.
- Нову команду Нешвілл Предаторс прийнято до дивізіону.

### 2000—2013
- Чикаго Блекгокс
- Колумбус Блю-Джекетс
- Детройт Ред-Вінгс
- Нешвілл Предаторс
- Сент-Луїс Блюз

#### Зміни після сезону 1999—2000
- Нову команду Колумбус Блю-Джекетс прийнято до дивізіону.

### 3 2013
- Вінніпег Джетс
- Даллас Старс
- Колорадо Аваланч
- Міннесота Вайлд
- Нашвілл Предаторс
- Сент-Луїс Блюз
- Чикаго Блекгокс

Зміни
- Детройт Ред Вінгз переведено до Атлантичного дивізіону.
- Колумбус Блю-Джекетс переведено до Столичного дивізіону.
- Колорадо Аваланч та Міннесота Вайлд поповнили через скасування Північно-західного дивізіону.
- Даллас Старс переведено з Тихоокеанського дивізіону.
- Вінніпег Джетс поповнив з скасованого Південно-східного дивізіону.

#### Зміни після сезону 2020-2021
- «Аризона Койотс» переведено з Тихоокеанського дивізіону.

### 3 2021
- Аризона Койотс
- Вінніпег Джетс
- Даллас Старс
- Колорадо Аваланч
- Міннесота Вайлд
- Нашвілл Предаторс
- Сент-Луїс Блюз
- Чикаго Блекгокс

### 3 2024
- Юта Маммот (Аризона Койотс перебазувалась в Солт-Лейк-Сіті)

## Переможці чемпіонату дивізіону
- 1994 — Детройт Ред-Вінгс
- 1995 — Детройт Ред-Вінгс
- 1996 — Детройт Ред-Вінгс
- 1997 — Даллас Старс
- 1998 — Даллас Старс
- 1999 — Детройт Ред-Вінгс
- 2000 — Сент-Луїс Блюз
- 2001 — Детройт Ред-Вінгс
- 2002 — Детройт Ред-Вінгс
- 2003 — Детройт Ред-Вінгс
- 2004 — Детройт Ред-Вінгс
- 2005 — сезон не відбувся через локаут
- 2006 — Детройт Ред-Вінгс
- 2007 — Детройт Ред-Вінгс
- 2008 — Детройт Ред-Вінгс
- 2009 — Детройт Ред-Вінгс
- 2010 — Чикаго Блекгокс
- 2011 — Детройт Ред-Вінгс
- 2012 — Сент-Луїс Блюз
- 2013 — Чикаго Блекгокс
- 2014 — Колорадо Аваланч
- 2015 — Сент-Луїс Блюз
- 2016 — Даллас Старс
- 2017 — Чикаго Блекгокс
- 2018 — Нашвілл Предаторс
- 2019 — Нашвілл Предаторс
- 2020 — Сент-Луїс Блюз
- 2022 — Колорадо Аваланч
- 2023 — Колорадо Аваланч
- 2024 — Даллас Старс
- 2025 — Вінніпег Джетс

## Володарі кубка Стенлі
- 1997 — Детройт Ред-Вінгс
- 1998 — Детройт Ред-Вінгс
- 2002 — Детройт Ред-Вінгс
- 2008 — Детройт Ред-Вінгс
- 2010 — Чикаго Блекгокс
- 2013 — Чикаго Блекгокс
- 2015 — Чикаго Блекгокс
- 2019 — Сент-Луїс Блюз
- 2022 — Колорадо Аваланч

## Число перемог у дивізіоні за командою
| Команда           | Число перемог у дивізіоні | Рік останньої перемоги |
| ----------------- | ------------------------- | ---------------------- |
| Детройт Ред-Вінгс | 13                        | 2011                   |
| Сент-Луїс Блюз    | 4                         | 2020                   |
| Даллас Старс      | 4                         | 2024                   |
| Чикаго Блекгокс   | 3                         | 2017                   |
| Колорадо Аваланч  | 3                         | 2023                   |
| Нашвілл Предаторс | 2                         | 2019                   |
| Вінніпег Джетс    | 1                         | 2025                   |